# پائولو پونزو
پائولو پونزو (انگلیسی: Paolo Ponzo; ۱۱ مارس ۱۹۷۲ – ۲۴ مارس ۲۰۱۳) بازیکن فوتبال اهل ایتالیا بود.
از باشگاه‌هایی که در آن بازی کرده‌است می‌توان به باشگاه فوتبال اسپتزیا، باشگاه فوتبال مودنا، باشگاه فوتبال رجانا، باشگاه فوتبال چزنا، و باشگاه فوتبال جنوآ اشاره کرد.